# 風間深志
風間 深志（かざま しんじ、1950年9月26日 - ）は、日本の冒険家。山梨県山梨市出身、東京都小平市在住。
オートバイによる史上初の北極点・南極点到達、チョモランマ挑戦時の世界最高高度記録(6,005m)など3つの世界記録を持つ。パリ・ダカールラリーにおいて二輪部門での日本人初参戦など、オートバイラリーのパイオニア。かつてはホリプロに所属していた。日本モーターサイクルスポーツ協会 (MFJ) 評議員、山梨県観光大使、山梨市観光大使、全日本そり連盟会長と、多岐にわたって活動中。三男は俳優でモトクロスライダーの風間晋之介。

## 来歴
- 1972年 1980年 モーターマガジン社に在籍。「月刊オートバイ」誌の編集に従事する。
- 1980年 アフリカのキリマンジャロ（タンザニア、5,895m）のバイク登攀に挑む[1]。
  - バイク用品専門店、風魔プラス・ワンの第1号店を練馬にオープンする。
- 1982年 第4回パリ・ダカールラリーにおいて二輪部門での日本人初参戦[1]。インターナショナル500ccクラス6位、二輪総合18位。
- 1983年 ヨーロッパのピレネー山脈のバイクトレッキングを行う。
  - メキシコのBAJA1000マイルレースに日本人初参戦。
- 1984年 フランスのル・トゥケ・エンデューロレースに出場。
  - ヒマラヤのエベレスト（ネパール-8,848m）にネパール側からバイク登攀に挑む。プモリ南稜でバイクによる高度5,880mという世界記録を樹立。
- 1985年 エベレストに中国側から再度挑戦。北壁直下で高度6005mを達成し、世界記録をさらに更新。
- 1987年 4月21日、史上初めてバイクによる北極点到達に成功[1][4]。（史上13隊目）
  - ファラオラリーに出場、250ccクラス優勝。
- 1988年 自然の真理に触れてきた経験を活かし、「人と自然との調和ある理想社会」の実現を目指して『地球元気村』プロジェクトを開始。
  - 日本全国をフィールドに大人と子供が一緒になって、主に遊びの体験を通じて自然に触れ・学び・活かす自然を軸とした地域づくり・人づくりを展開。
  - 2002年に特定非営利活動法人（NPO法人）化。
- 1989年 アンデス山脈の最高峰アコンカグア（アルゼンチン-6,965m）のバイク登攀に挑む。積雪に阻まれバイクでは高度5,880m、徒歩で6,750を達成する。
  - 南極大陸のビンソン・マッシフ（5,140m）を徒歩により登頂。（三浦雄一郎に次ぐ日本人第2登）
- 1992年 史上初めてバイクによる南極点到達に成功[1]。同時に陸路による日本人初の両極点到達者となる。
  - 日本人初の両極点到達は1988年の村山雅美（南極は雪上車、北極は飛行機）
  - 東洋工学専門学校（現：学校法人東京環境工科学園東京環境工科専門学校）の講師に就任。
- 2000年 内閣総理大臣「子供の未来を考える懇談会」委員を務める。
- 2004年 ダカール・ラリー参戦中、突如コース上に飛び出してきた暴走トラックと衝突、リタイア。左足に重傷を負い長期入院、膝と足首に機能障害が残る[1][2]。
- 2007年 冒険ライダーとして復帰。WHO承認活動「運動器の10年」世界キャンペーンの国際親善大使として、250ccスクーターによるユーラシア横断に挑戦。
  - 10か国18,002kmを走破しながら、各地の医療機関を訪問し日本へリポートする。
- 2008年 4WDカーにてアフリカ大陸縦断11か国、23,817.5kmを走破。
- 2009年 脚に障害を持つ2名とともにパースからシドニーまでオーストラリア大陸を自転車で横断、5,150kmを走破。
- 2010年「運動器の10年」日本キャンペーン「障害者による日本縦断駅伝」を実施(2 - 4月)。
  - 沖縄から北海道までの2,300kmを、127人の障害者が自転車・車椅子・ハンドサイクルなどでタスキをつなぐ。風間は全行程を自転車で伴走した。
- 2010年 スクーター・自転車・車・ボートを駆使して南北アメリカ大陸を縦断。全行程15,861.5kmを走破。
  - （詳細 南米大陸：スクーター10,070km / 北米大陸：スクーター1,801.5km、自転車2,700km、車750km、ボート540km）
  - 北欧1,169kmを自転車で横断
  - ＊事故から復帰後の4年間で66,300km、地球一周半以上を走り回る。
- 2011年 東日本大震災発生。4月より南三陸町にベースキャンプを設置しバイクで情報収集や物資輸送などを展開、約100日間にわたって支援活動に専念する。
  - 以降もNPO法人地球元気村での活動として、被災地支援活動を継続。
- 2012年 日本中に元気を届けるため「障害者による日本縦断駅伝 完結編」を実施、宮城 - 北海道 - 沖縄までの3,000kmを108人の障害者がタスキをつなぐ。（4 - 6月）。
  - 風間は全行程を自転車で伴走した。
  - 震災の犠牲者に捧げるチベットの五体投地を計画したが入境出来ず、ネパール側ムスタン地区にて五体投地を試みる（9月）。
  - 「FAUST A.G AWARDS2012」社会貢献活動賞受賞（12月）。
- 2013年 障害者（車イス利用者など）と健常者の混成チームで、アフリカ最高峰キリマンジャロ（5,895m）の登頂に成功（2月）。
  - 障害者（半身不随者など）と一緒に、モンゴルのゴビ砂漠をラクダでキャラバン（9月）。
  - 列島縦断オートバイラリー SSTR 〜 Sunrise Sunset Touring Rally 〜 開始（10月）[6]。
- 2014年 平成25年度「運動器の10年」特別賞受賞。（2月）
- 2015年　メキシコのデザートレース「BAJA1000」に出場。チームメイトは、風間晋之介（三男）および渡辺裕之（風魔プラス1世田谷店店長）（11月）
- 2016年　メキシコのデザートレース「BAJA1000」に出場。同レースのドキュメンタリー映画　『DUST TO GLORY』（2005）の続編『DUST 2 GLORY』の出演を兼ねて。（11月）
- 2017年 息子の晋之介が初めてダカールラリーに出場、深志も「チーム風間」監督として参戦する。（1月）

## 関連人物
風間がリーダーを務める中年オフロードクラブMAC(Motorcycle Adventure Club)には、宇崎竜童、根津甚八、高橋伴明などが在籍。特に宇崎竜童、根津甚八とはバイクの他にセイリングなども通して交流が深い。エッセイストで小説家の椎名誠、カヌーイスト野田知佑らとも交流がある。

## オートバイ

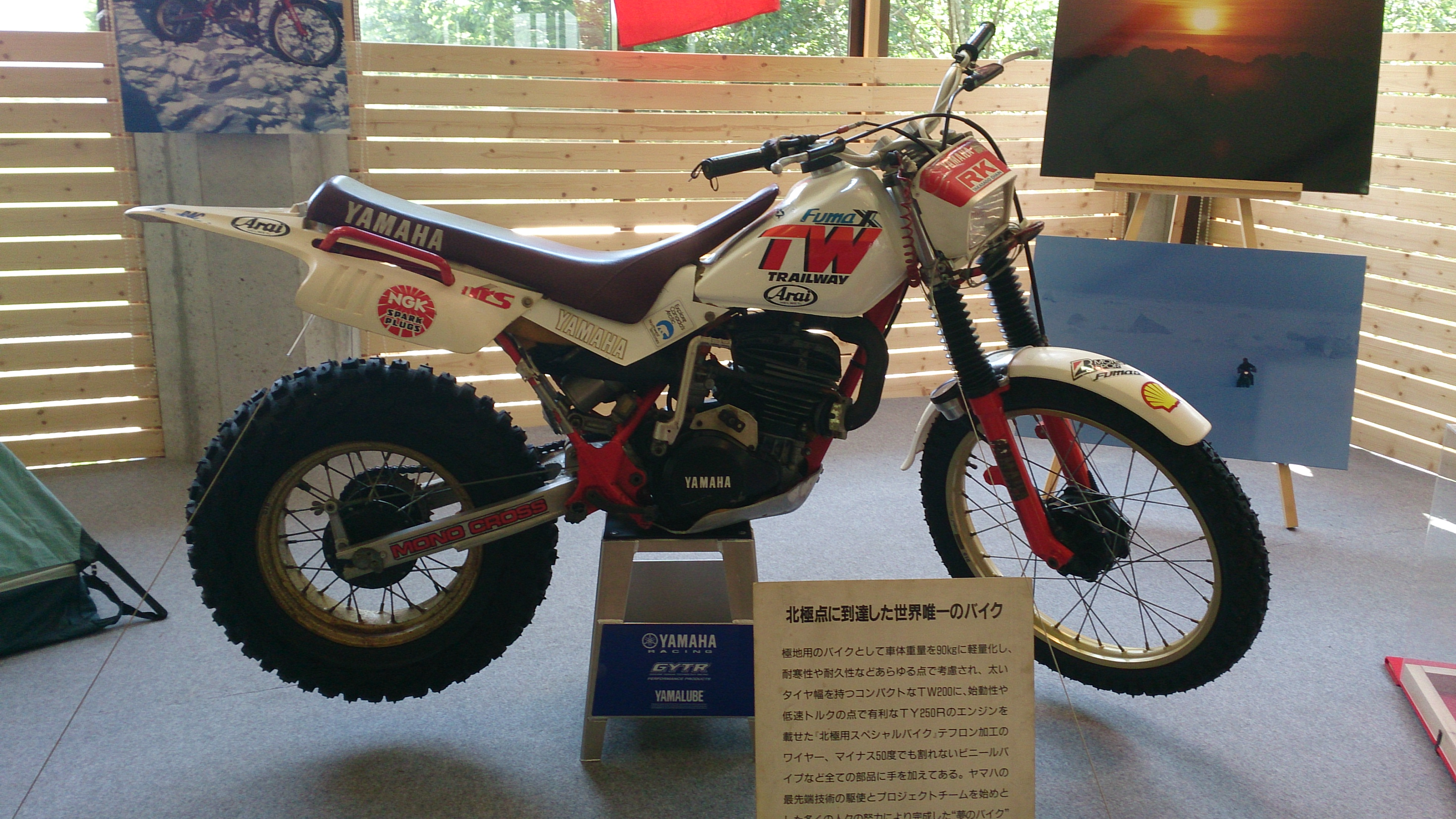
北極点に到達したTW200改
（TY250の2ストロークエンジンに載せ換え）
山梨県の道の駅みとみ展示時に撮影
（2015年）

ウイスパーダンサー
南極点到達時使用したヤマハ・TW（当時の名称はTW200）ベースのオートバイ。エンジンはオリジナルの4ストロークからヤマハ・TYの2ストロークに換装。「囁く」を意味する「ウイスパー」の名の通り、アイドリング時は風が吹くと聞こえないくらい静粛なものであった。

## 著書
- 『風間深志の2輪サバイバルテクニック:走る!攻める!生きのこる!野宿ライダーの実戦ツーリング術!』（講談社,1986年）ISBN 4-06-178441-2
- 『風のように、少年のように:風間深志と10人の野性児たちHonda bike forum』（CBS・ソニー出版,1988年）ISBN 4-7897-0361-4
- 『地平線への旅:バイクでやったぜ北極点』（文藝春秋,1989年）ISBN 4-16-343210-8
- 『2DKと大自然:“日常の重さ"を知った時“冒険心"がわきあがる』（大和出版,1991年）ISBN 4-8047-6016-4
- 風間深志,Pan Koizumi Factory著『地球元気村:元気いっぱいになるアウトドア計画』（扶桑社,1994年）ISBN 4-594-01587-5
- 風間深志監修『バイクアドベンチャー冒険ツーリングのすべて』（英知出版,1998年）ISBN 4-7542-5177-6
- 『キャンプ術』（旬報社,2001年）ISBN 4-8451-0684-1
- 『10万回のキャスティング』（インフォレスト,2002年）ISBN 4-7542-1287-8

## 放送番組
- YBSラジオ「ラヂウス」
- YBSラジオ「ふぁん☆タメ」
- AMローカル数局「わんぱくオヤジの人生お互いさま」
- FM北海道 「風に吹かれて〜北の大地より」
- FM FUJI GOOD DAY「風間深志の地球元気村」

## 過去の出演番組
- 大河ドラマ「武田信玄」第3話アバンタイトル(NHK)
- 「RV自由派宣言」レギュラー（テレビ大阪）
- 幼児番組「グリン・チョリン・パリン」レギュラー（テレビ東京）ドングリン役
- 「極北への旅〜10,000Kmの旅〜」（テレビ大阪）
- 「幻のマーシャを追って」(NHK BS-2)
- 「自然家族」（フジテレビ）
- 「The fishing!」準レギュラー（テレビ大阪）
- 「明石家さんまの史上最強奇跡を呼ぶ男たち」（日本テレビ）
- 「あっぱれ！KANAGAWA大行進！〜風竜感動の旅路」レギュラー（テレビ神奈川）
- 「報道ステーション」（テレビ朝日）
- 「筑紫哲也NEWS23」(TBS)
- 「NHKにっぽん釣りの旅」(NHK)
- 3時間ドラマ「三国志」（テレビ大阪） 張飛役
- 日本名作シリーズ「斜陽」(テレビ東京) 木山役
- 「いきなり！黄金伝説。芸能人サバイバル大賞2014（テレビ朝日） 審査員 他ゲスト出演多数